# Овидиополь
Овидио́поль (укр. Ові́діополь) — посёлок в Одесском районе Одесской области. Административный центр Овидиопольской поселковой общины. Бывший административный центр Овидиопольского района Одесской области Украины.

## Этимология названия
В различные исторические периоды населённый пункт имел разные названия. В XVI веке населённый пункт назывался Черногородом, позднее, город был захвачен крымскими татарами и переименован в Аджидер (тур. Acidere, что в переводе с турецкого значит горькая долина), также возможны варианты названия Хаджидер, Хаджи-Дере и Гаджидер. 
Екатерина II своим указом 1795 года переименовала город Хаджидер в Овидиополь в честь римского поэта Публия Овидия Назона. Тогда считали, что именно в этой местности он находился в ссылке. Овидий, в отличие от поэтов старшего поколения Вергилия и Горация, не поддерживал мероприятий римского императора Августа (63 г. до н. э. — 14 г. н. э.) и его поэзия не была рупором для проповеди идеологии нового режима, поэтому он и был отправлен в ссылку.

## Географическое положение
Расположен на восточном берегу Днестровского лимана.Одним из основных географических преимуществ региона является развитая транспортная инфраструктура.
В Овидиополе находится конечная станция железной дороги Одесса — Овидиополь. Также через город проходит автомобильная дорога Одесса — Измаил.

### Климат
Климат — умеренно континентальный с недостаточным увлажнением, короткой зимой и длинным жарким летом. Зимой преобладает неустойчивая пасмурная погода с частыми, но недлинными похолоданиями. Снежный покров неустойчив. Продолжительность зимы в среднем — 72 дня. Лето длинное, жаркое, часто засушливое. Средняя температура января −2 °С , июля 22,2 °С. Среднее годовое количество осадков 387 мм. В почвенном покрове преобладают чернозёмы малогумусные и слабогумусные.

## История
На территории современного Овидиополя люди жили с давних времён. Здесь обнаружены остатки древних поселений: два из них существовали в скифские времена (IV—III века до н. э.), два в эпоху сарматов (II—III века н. э.), а на двух последних найдены остатки черняховской культуры (III—V века н. э.). В античное время существовало греческое поселение.

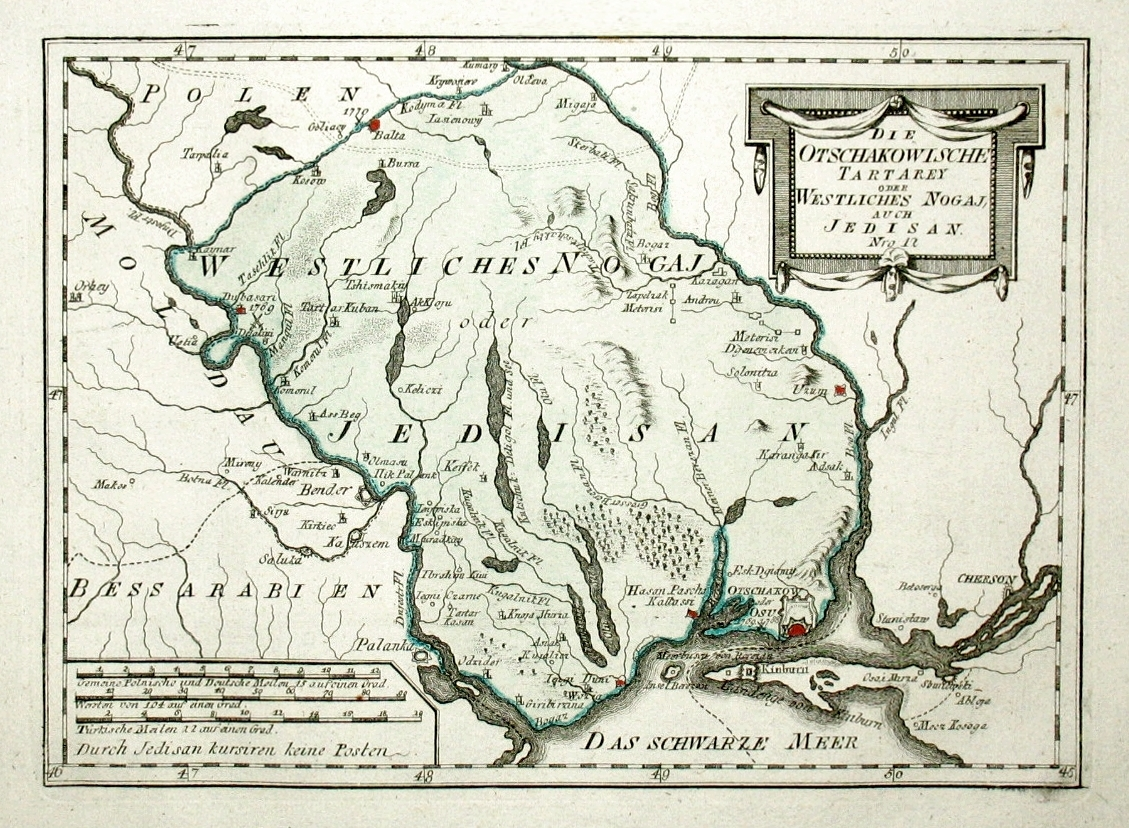
Аджидер на Днестре на немецкой карте Очаковской Татарии

В XVI веке на месте современного Овидиополя возник город-крепость Черногород, который был основан представителем знатного литвинского рода Василием Острожским. Позднее, город был захвачен крымскими татарами и переименован в Аджидер. Аджидер впервые официально упоминается в XVII веке. 
Аджидер принадлежал аккерманскому санджаку Силистрийского эялета. Был стационарным аулом одного из буджакских родов, обитавшего в Бессарабии, и пасшего овец на левом берегу реки Днестр. Во времена средневековья соседний город Аккерман, в то время известный как Маврокаструм, был торговым портом ромейских, а позже генуэзских колоний. В середине XVIII века Аджидер был крупным населённым пунктом с портом, через который велась торговля зерном. Во время русско-турецкой войны 1768-1774 годов, в 1769 году Аджидер был сожжён запорожскими казаками во главе с последним атаманом Сечи Петром Калнышевским. В 1784 году это был преимущественно татарский город и порт, где жили также армяне и румыны. Примерно двадцать лет спустя, в 1789 году (во время русско-турецкой войны 1787-1792 годов) восстановленный город был захвачен русскими войсками и по Ясскому мирному договору 1791 года отошёл Российской империи. Непосредственно перед тем, как он был захвачен русскими, французский военный инженер Андре-Жозеф Лафит-Клаве, посетивший этот район в 1787 году, написал, что ему потребовалось около часа, чтобы проплыть на плоту от Аккермана до Аджидера. Лафит-Клаве отметил, что глубина Днестра в этом районе составляет около 3,0 метров.

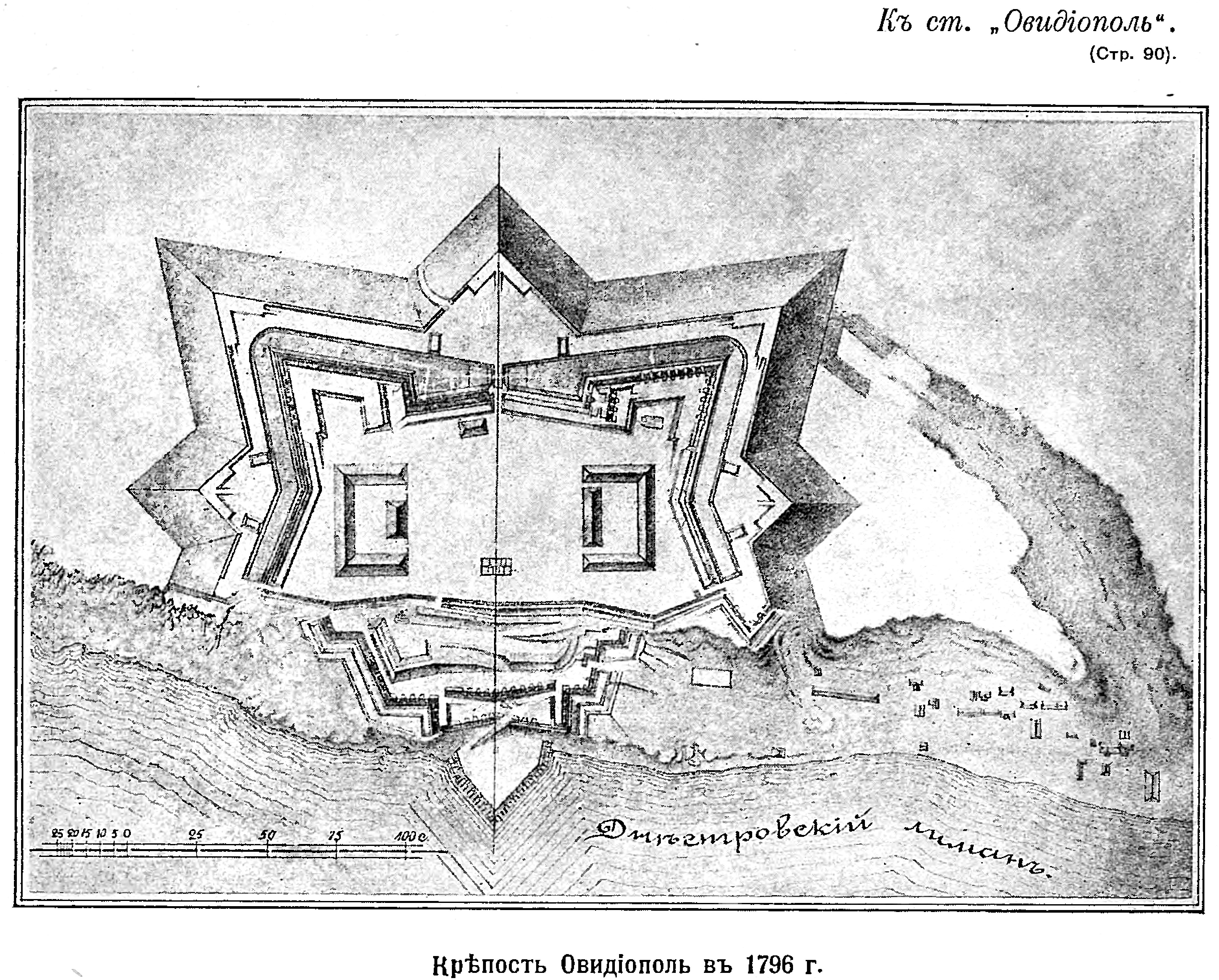
План крепости (1796 год)

По окончании русско-турецкой войны 1787—1791 на месте села в 1793 году была заложена небольшая земляная крепость и адмиралтейство в 1793 году (конец 1792 года), которая входила в число трёх ключевых крепостей в этом районе наряду с крепостями в Хаджибее и Тирасполе созданными Экспедицией постройки южных крепостей. Крепость имела специально построенную гавань и предназначалась для противостояния османской крепости Аккерман на другой стороне Днестровского лимана. Место для крепости было выбрано русским фельдмаршалом Александром Суворовым. Строительство крепости вёл инженер-капитан Рестер как звёздного форта по проекту фламандского военного инженера Франсуа Воллана. Официальной датой закладки первого камня в крепости считается 15 июня 1793 года. Именно эта дата в российской и советской историографии считалась датой основания села. 27 января 1795 года российская императрица Екатерина II своим указом официально переименовала бывшее татарское селение Аджидер в Овидиополь в честь древнеримского поэта Публия Овидия Назона, в своё время сосланного на побережье Чёрного моря. Хотя в реальности Овидий был в ссылке в Томе (ныне румынская Констанца). Крепость была построена для защиты входа в Днестр со стороны Чёрного моря, прекращения турецких нападений на Николаев и Очаков и для того, чтобы служить промежуточным складом товаров между Хаджибеем, позже Одессой, и Днестром.

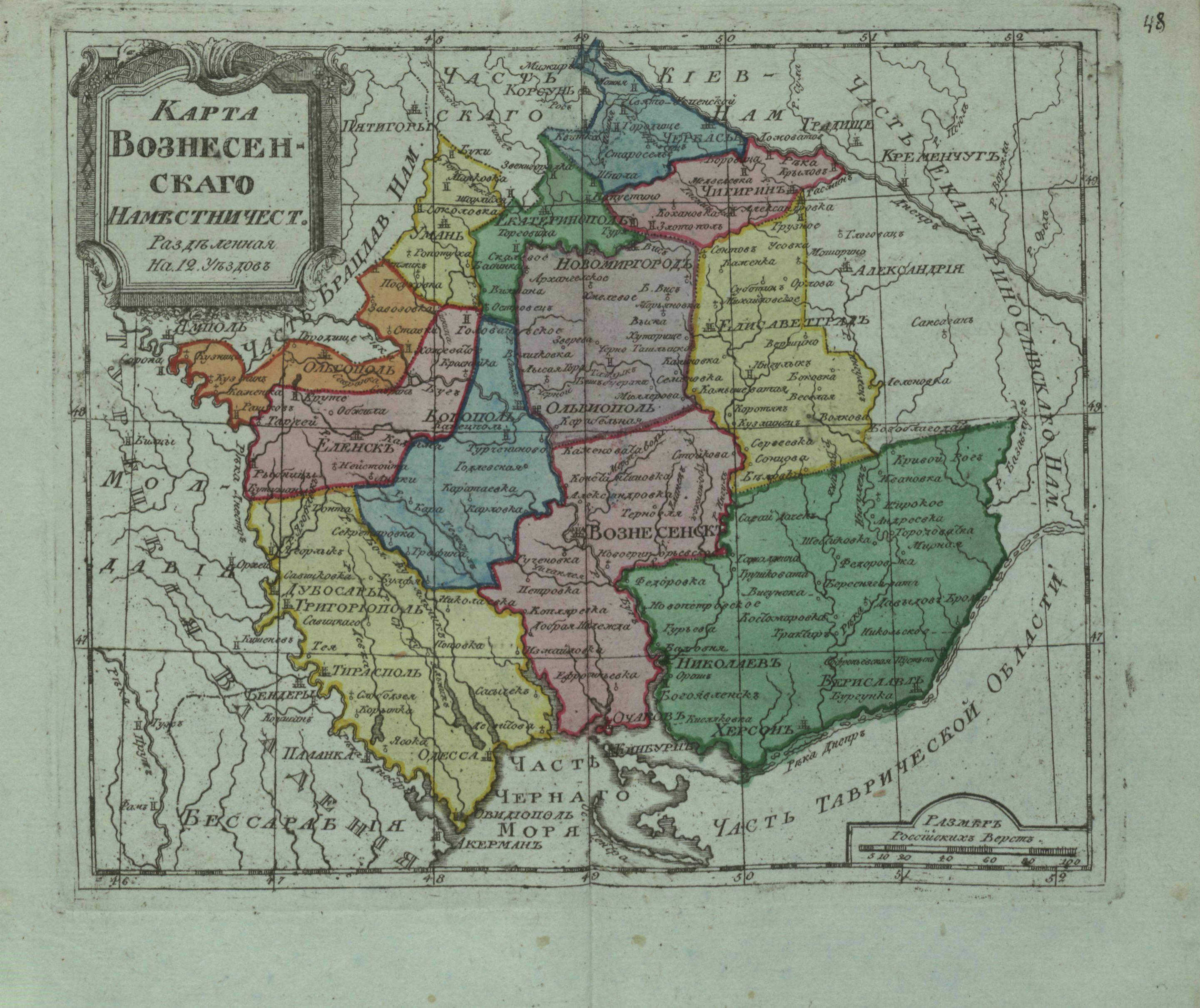
Карта Вознесенского наместничества 1796 года.

С созданием крепости, жители села никуда не делись, а были вынуждены селиться вокруг крепости, численность населения в 1795 году составляло 266 человека, село входило в состав Тираспольского округа Вознесенского наместничества. Выгодное географическое положение, наличие сухопутных и водных путей, близость к Одессе, плодородные земли — всё это способствовало быстрому росту населения посёлка. Овидиополь в 1804 году получил статус заштатного города Одесского уезда Херсонской губернии. В декабре 1796 года Вознесенское наместничество было ликвидировано, и территория вошла в состав Новороссийской губернии. В начале XIX века Новороссийская губерния была ликвидирована, и Овидиополь оказался в составе Херсонской губернии и находился там до конца Первой мировой войны и Гражданской войны в России. На населённый пункт претендовала Украинская Народная Республика, которая включила его в состав Одесской земли. В 1920-1925 годах Овидиополь входил в состав Одесской губернии УССР. 
До 18 июля 2020 года Овидиополь был административным центром Овидиопольского района. Район был упразднён в июле 2020 года в рамках административной реформы Украины, которая сократила количество районов в Одесской области до семи. Территория Овидиопольского района была разделена между Одесским и Белгород-Днестровским районами, а Овидиополь был передан Одесскому району.
До 26 января 2024 года Овидиополь носил статус посёлка городского типа. В этот период вступил в силу новый закон, который отменил этот статус для населённых пунктов, и Овидиополь стал просто посёлком.

## Демография
В 1795 году в Овидиополе жило 266 человек. Это были в основном мещане и купцы, подавляющее большинство занимались земледелием, скотоводством и рыболовством. В 1857 году численность населения Овидиополя выросла до 3463 человек. В 1859 году в заштатном городе Одесского уезда Херсонской губернии проживало 4234 человека (2232 мужчины и 2002 женщины), насчитывалось 610 дворовых хозяйств, существовала православная церковь, еврейская молитвенная школа, приходское училище, почтовая станция и завод. В 1897 году — 5187 человек. В 1967 году здесь проживало 7000 человек. В 1980 году здесь проживало 9900 жителей. В 2001 году — 11 818 человек.

### Языковой состав
Родной язык населения по данным переписи 1897 года:
| Язык                      | Численность, чел. | Доля     |
| ------------------------- | ----------------- | -------- |
| Украинский                | 2 785             | 53,69 %  |
| Русский («великорусский») | 1 997             | 38,50 %  |
| Идиш («еврейский»)        | 387               | 7,46 %   |
| Другие                    | 18                | 0,35 %   |
| Итого                     | 5 187             | 100,00 % |

Родной язык населения по данным переписи 2001 года:
| Язык       | Численность, чел. | Доля     |
| ---------- | ----------------- | -------- |
| Украинский | 9 834             | 83,21 %  |
| Русский    | 1 720             | 14,55 %  |
| Другое     | 264               | 2,24 %   |
| Итого      | 11 818            | 100,00 % |

## Общественный транспорт
В Овидиополе проходит много пригородного и междугородного общественного транспорта 
Пригородные маршруты 
№3 (Петродолинское — Овидиополь),
№5 (Калаглия — Овидиополь),
№18 (Овидиополь — Черноморск),
№38-Т (Овидиополь — Одесса),
№134 (Курортное — Одесса),
№535 (Овидиополь — Одесса),
№565 (Затока — Одесса), 
№566 (Белгород-Днестровский — 7 км),
№601 (Каролино-Бугаз — Одесса),
№748 (Надлиманское — Одесса)
№534 (Каролино-Бугаз — Одесса), проходит через Овидиополь, в связи с закрытым мостом
Междугородные маршруты 
№560-Т (Одесса — Белгород-Днестровский)
№996 (Измаил — Одесса)
Также в посёлке ходят «Кольцевые маршруты».

## Галерея

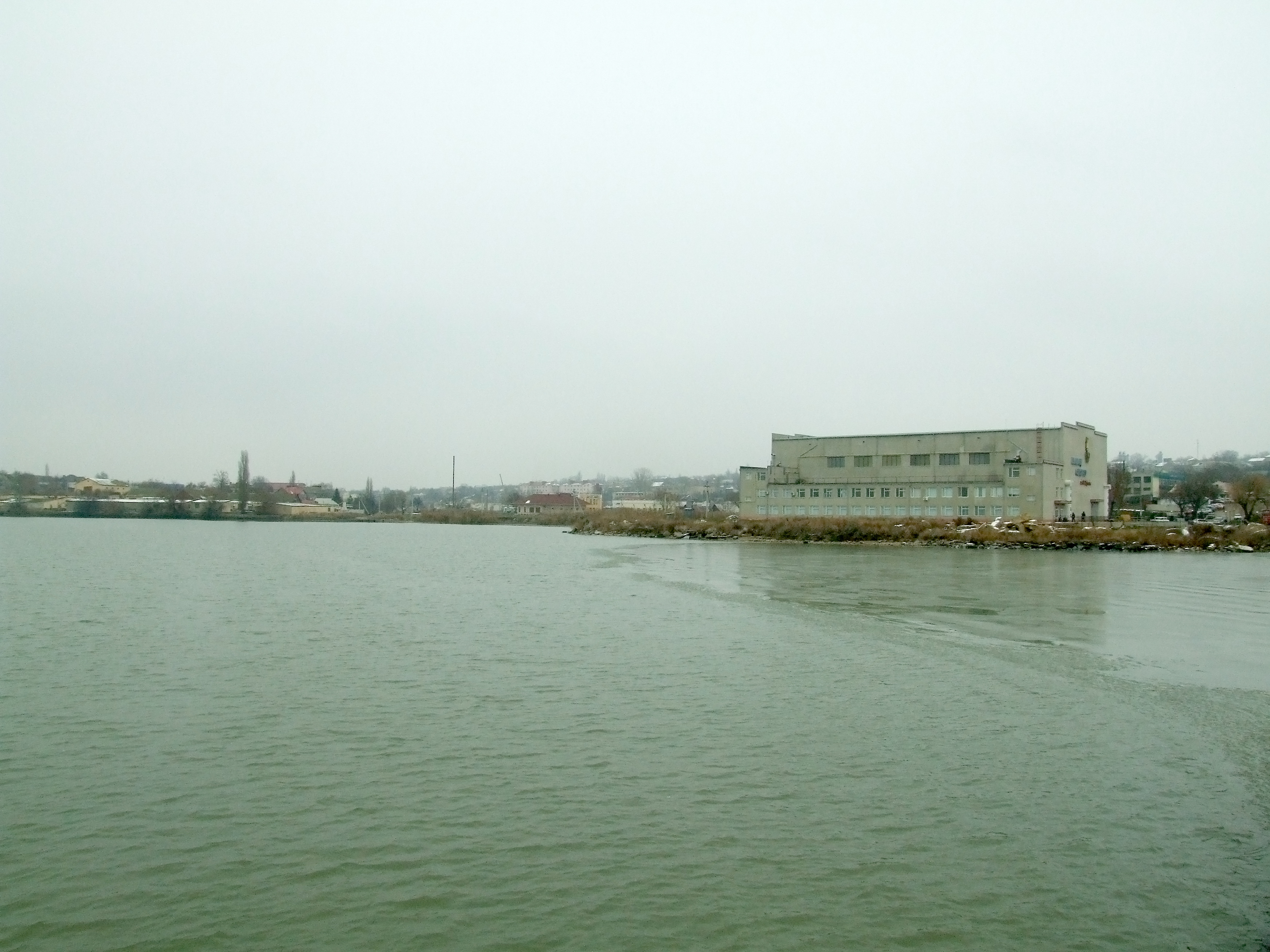
Вид Овидиополя с пирса
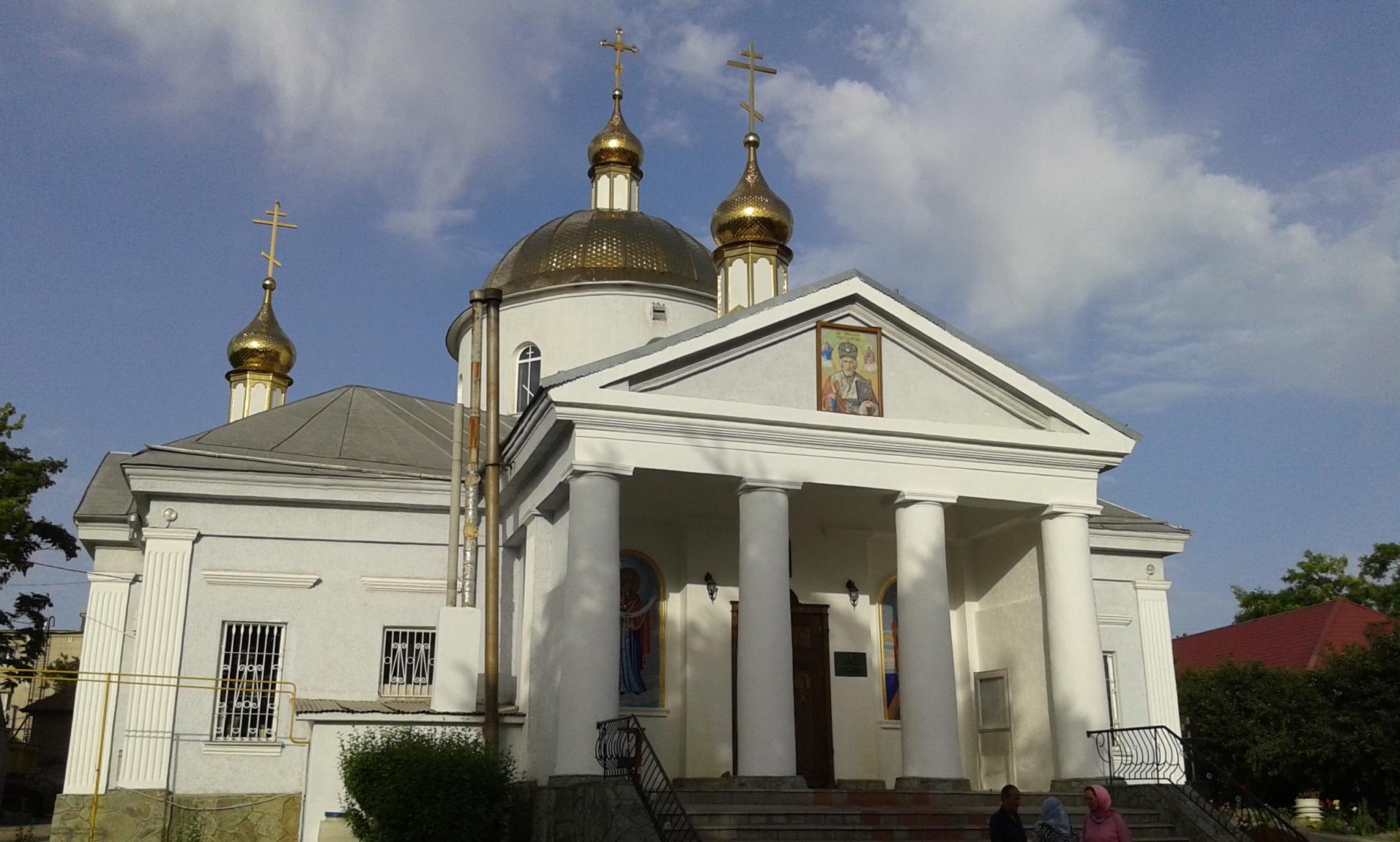
Церковь святого Николая Чудотворца
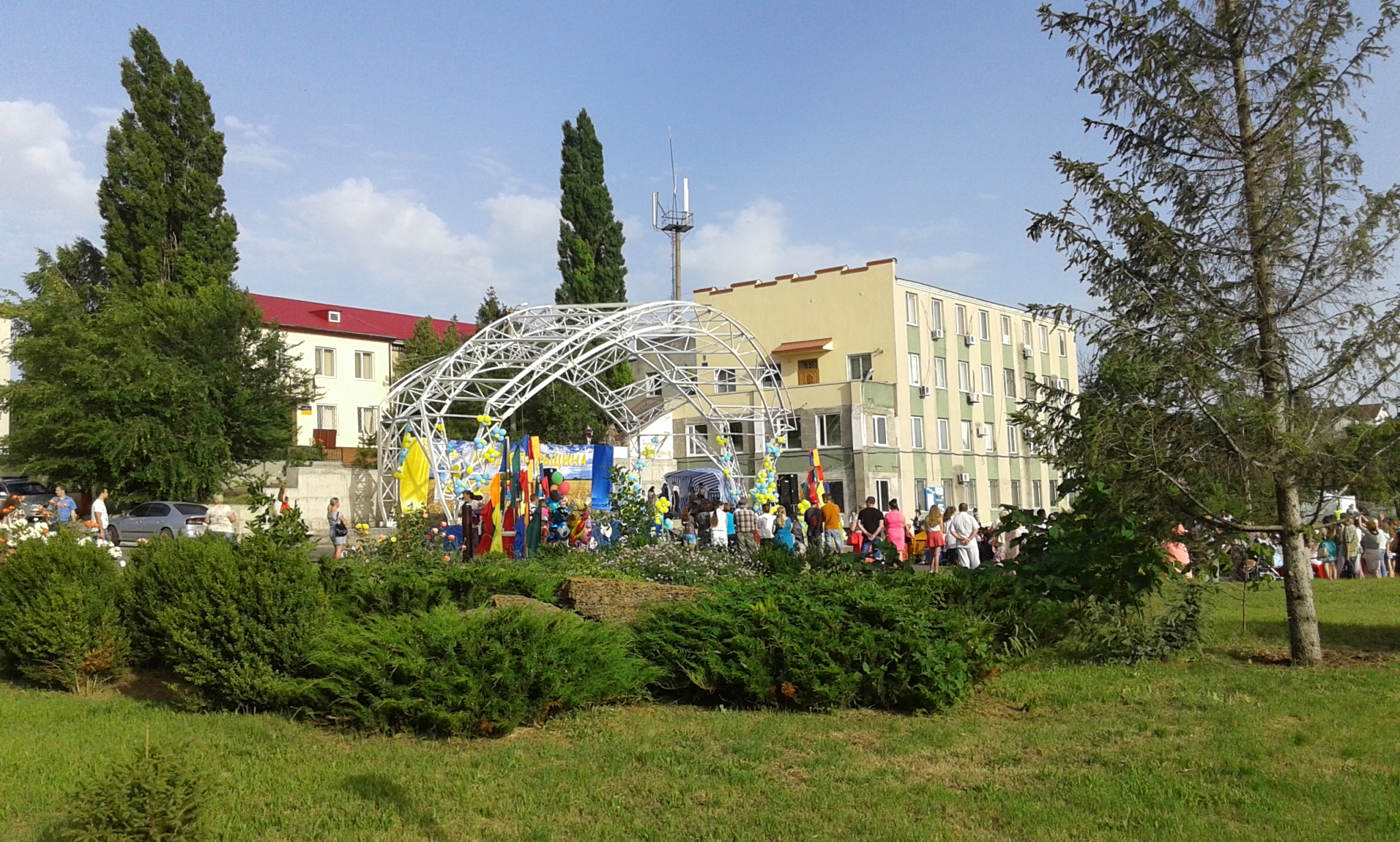
Набережная
Памятник Овидию
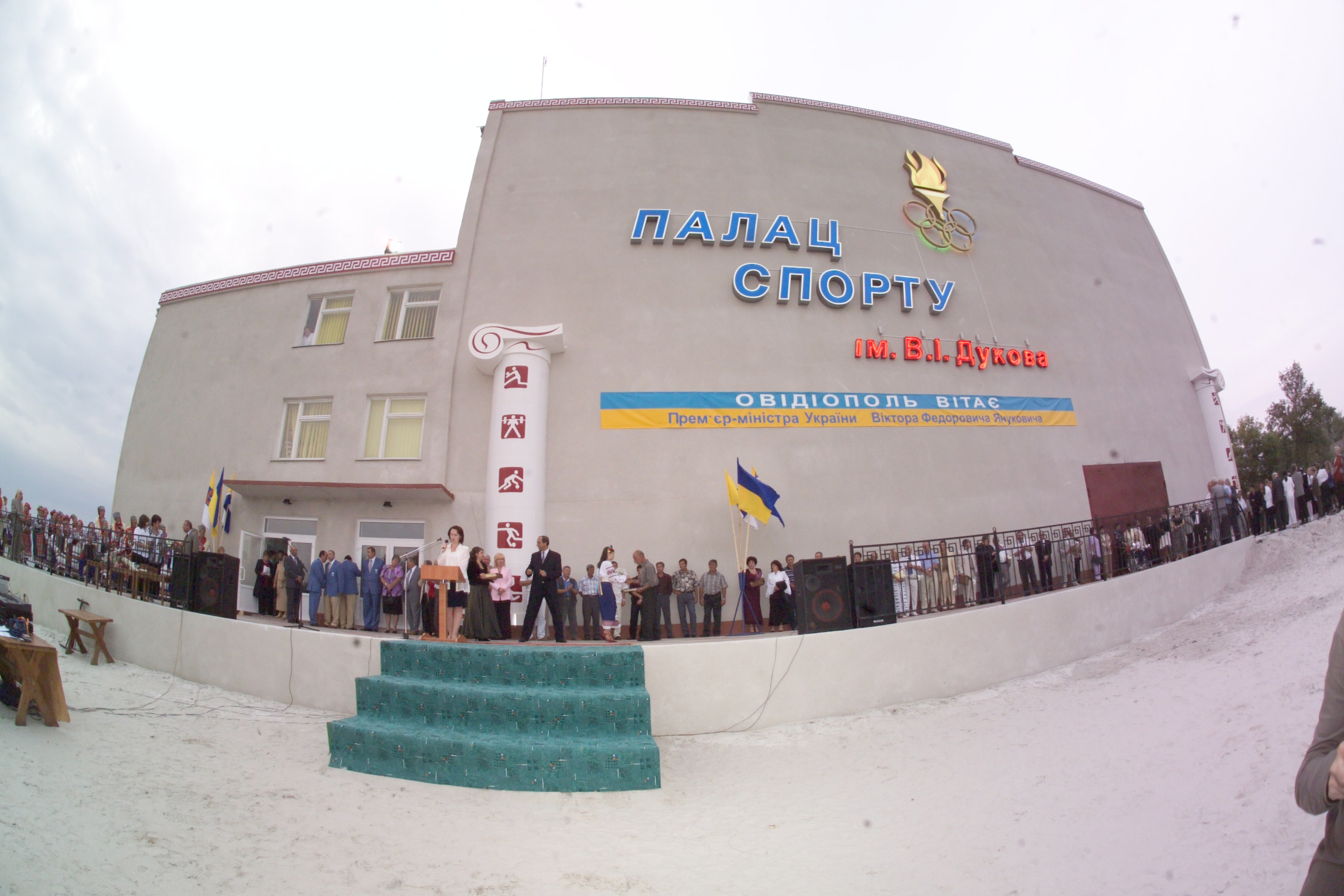
Дворец спорта имени Виктора Дукова